# 강동진 (법조인)
강동진(姜東鎭, 일본식 이름: 大山東鎭오야마 도친, 1915년 12월 16일 ~ 1986년)은 일제강점기의 법조인으로, 본적은 평안북도 박천군 청룡면이다.

## 생애
1930년 4월부터 1935년 3월까지 경성중앙고등보통학교에 재학했으며 1936년 4월부터 1939년 3월까지 경성법학전문학교에 재학했다. 1939년 11월 고등문관시험 사법과에 합격했고 1940년 1월 30일과 1941년 6월 30일 조선총독부 사법관시보로 채용되었다.
1940년 6월 10일부터 10월 11일까지 광주지방법원 검사대리로 근무했으며 1941년 10월 6일 광주지방법원 예비판사로 임명되었다. 1942년 3월 25일부터 1945년 8월 광복 때까지 광주지방법원 판사로 근무하는 동안 남정준(광주서중학교 출신으로 학생비밀결사 무등회를 조직하여 항일 독립운동을 전개했음)에게 징역형을 선고하는 등 독립 운동 관련 재판 10건에 참가했다.
2008년 발표된 민족문제연구소의 친일인명사전 수록예정자 명단과 2009년 친일반민족행위진상규명위원회가 발표한 친일반민족행위 705인 명단에 포함되었다.

## 참고자료
- 친일반민족행위진상규명위원회 (2009). 〈강동진〉. 《친일반민족행위진상규명 보고서 Ⅳ-1》. 서울. 69~90쪽.